# Pom Pom (film)
Série
Le Retour de Pom Pom
(1984)
Pour plus de détails, voir Fiche technique et Distribution.
Pom Pom (神勇双响炮, Shen yong shuang xiang pao, litt. « Artillerie surnaturellement courageuse ») est une comédie d'action hongkongaise réalisée par Joe Cheung et sortie en 1984 à Hong Kong. C'est le premier volet de la série des Pom Pom avec Richard Ng et John Shum.
Le titre est l'onomatopée de coups de feu et est souvent affublé d'un point d'exclamation (Pom Pom !). Le titre alternatif en anglais à Hong Kong est Boom Boom !.
Le film est en quelque sorte un dérivé des films Lucky Stars de Sammo Hung, et celui-ci est le producteur de Pom Pom et le distribue via sa société de production Bo Ho Films. Ng et Shum font tous deux partis du quintet original des Lucky Stars dans le film Le Gagnant (1983) et les autres acteurs de ce film, Hung, Charlie Chin et Stanley Fung, font des caméos dans Pom Pom dans leurs personnages du Flic de Hong Kong qui sortira l'année suivante.
Jackie Chan et Yuen Biao, qui apparaissent dans la trilogie originale des Lucky Stars, font également des apparitions furtives en tant que policier à moto et chauffeur de camion. Le film présente également des apparitions de plusieurs autres acteurs contemporains, tels que Deannie Yip, Lam Ching-ying, Philip Chan, Dick Wei et Wu Ma.
Elle totalise 20 170 382 HK$ de recettes au box-office. Sa suite, Le Retour de Pom Pom, sort quatre mois plus tard.

## Synopsis
Ah Chau (Richard Ng) et Beethoven (John Shum) sont deux policiers qui enquêtent sur un trafiquant de drogue, mais leur incompétence menace de faire dérailler l’affaire. La police sait pertinemment que Mr Sha (Chan Lung) est le chef du syndicat du crime qui effectue du trafic de drogue, et qu'il conserve les détails de ses transactions criminelles dans un livre gardé par sa maîtresse. Lorsque Beethoven et Ah Chau enquêtent, ils découvrent le cadavre de cette maîtresse et compromettent par inadvertance toutes les empreintes digitales de la scène de crime. Heureusement, ils sont assistés par la belle inspectrice Anna (Deannie Yip), qui est secrètement attirée par Ah Chau. Finalement, les deux réussissent à démanteler le syndicat et deviennent instantanément des héros.

## Fiche technique
- Titre original : 神勇双响炮
- Titre international : Pom Pom
- Réalisation : Joe Cheung
- Scénario : Équipe d'écriture de la Bo Ho Film
- Photographie : Ricky Lau
- Montage : Peter Cheung
- Production : Sammo Hung
- Société de production : Bo Ho Film
- Société de distribution : Bo Ho Film
- Pays d'origine :  Hong Kong
- Langue originale : cantonais
- Format : couleur
- Genre : comédie d'action
- Durée : 100 minutes
- Dates de sortie :
  -  Hong Kong : 22 février 1984

## Distribution
- Richard Ng : Ah Chau/Walker/Ng Ah Chiu
- John Shum : Beethoven/Johnny
- Deannie Yip : Anna
- Philip Chan : l'inspecteur C.K. Chan
- Tai Po : Pimp Chou Wen
- Chung Fat : Columbo
- James Tien : l'inspecteur en chef Tien
- Peter Chan : Mr Sha
- Wu Ma : un policier/un peintre
- Dennis Chan : une policière/une peintre
- Kan Ng-min : Keung
- Kit Lee-chi : Pui
- Dick Wei : le balafré
- Yuen Biao : le conducteur du camion poubelle
- Sammo Hung : Eric/Kidstuff/Chi Koo Choi (caméo)
- Stanley Fung : Rawhide (caméo)
- Charlie Chin : Herb (caméo)
- Cheung Wing-fat : un policier à moto
- Jackie Chan : un policier à moto/un skateur
- Lam Ching-ying : un sergent de policer
- Lau Chau-sang : un homme de main de Mr Sha
- Johnny Cheung : un homme de main de Mr Sha
- Steve Mak : un homme de main de Mr Sha
- Chin Ka-lok : un homme de main de Mr Sha
- Pang Yun-cheung : un homme de main de Mr Sha
- Wellson Chin : une policière
- Chin Yuet-sang : le passager de la voiture calée
- Chong Man-ching : le conducteur de la voiture calée
- Fung Ging-man (en) : le joueur de mah-jong
- Tai San : Bill